# Agusta A105
L'Agusta A105 è stato un prototipo di elicottero leggero  monoturbina con rotore a due pale progettato dall'azienda italiana Agusta, che non venne mai sviluppato nelle fasi successive.

## Storia

### Sviluppo
L'A105 fu progettato secondo uno schema utile alla semplificazione del processo produttivo per missioni di collegamento, fotografia aerea e di trasporto veloce, utilizzava come propulsore il turboalbero Turbomeca Astazou.
I due prototipi, denominati A105 e A105B furono esposti al Salone internazionale dell'aeronautica e dello spazio di Parigi-Le Bourget del 1965, pur non essendo stati sviluppati oltre la fase di prototipo.